# Omã Português

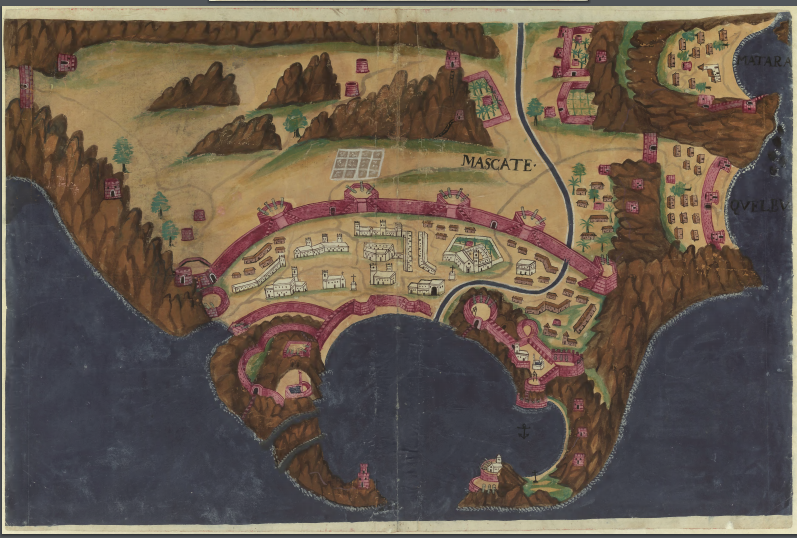
Representação portuguesa de Mascate por António Bocarro

Omã Português  refere-se ao período durante o qual o território esteve sob domínio português, entre 1507 e 1656.
A região foi conquistada por forças portuguesas sob o comando de Afonso de Albuquerque em 1507, e permaneceu sob domínio português até serem expulsos pelos Ya'rubids.

## História 1507–1622

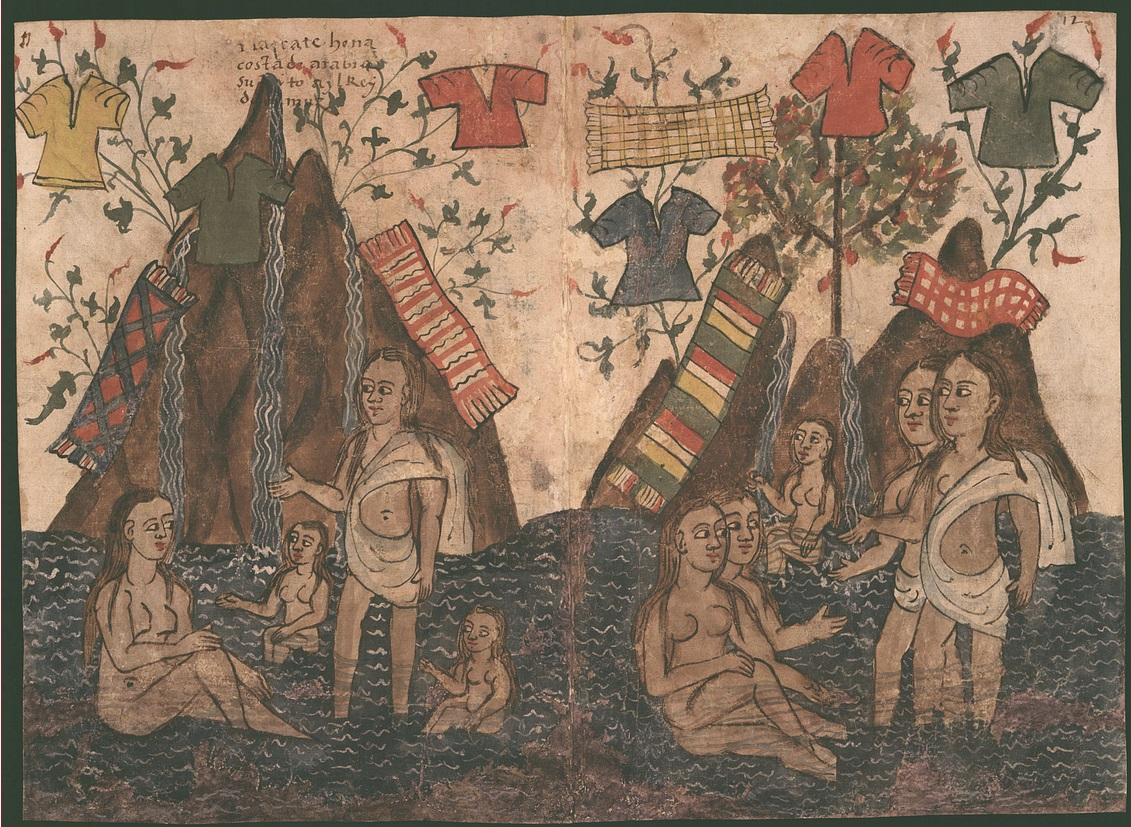
Representação portuguesa do século XVI de uma cena de banho em Mascate, em Códice Casanatense

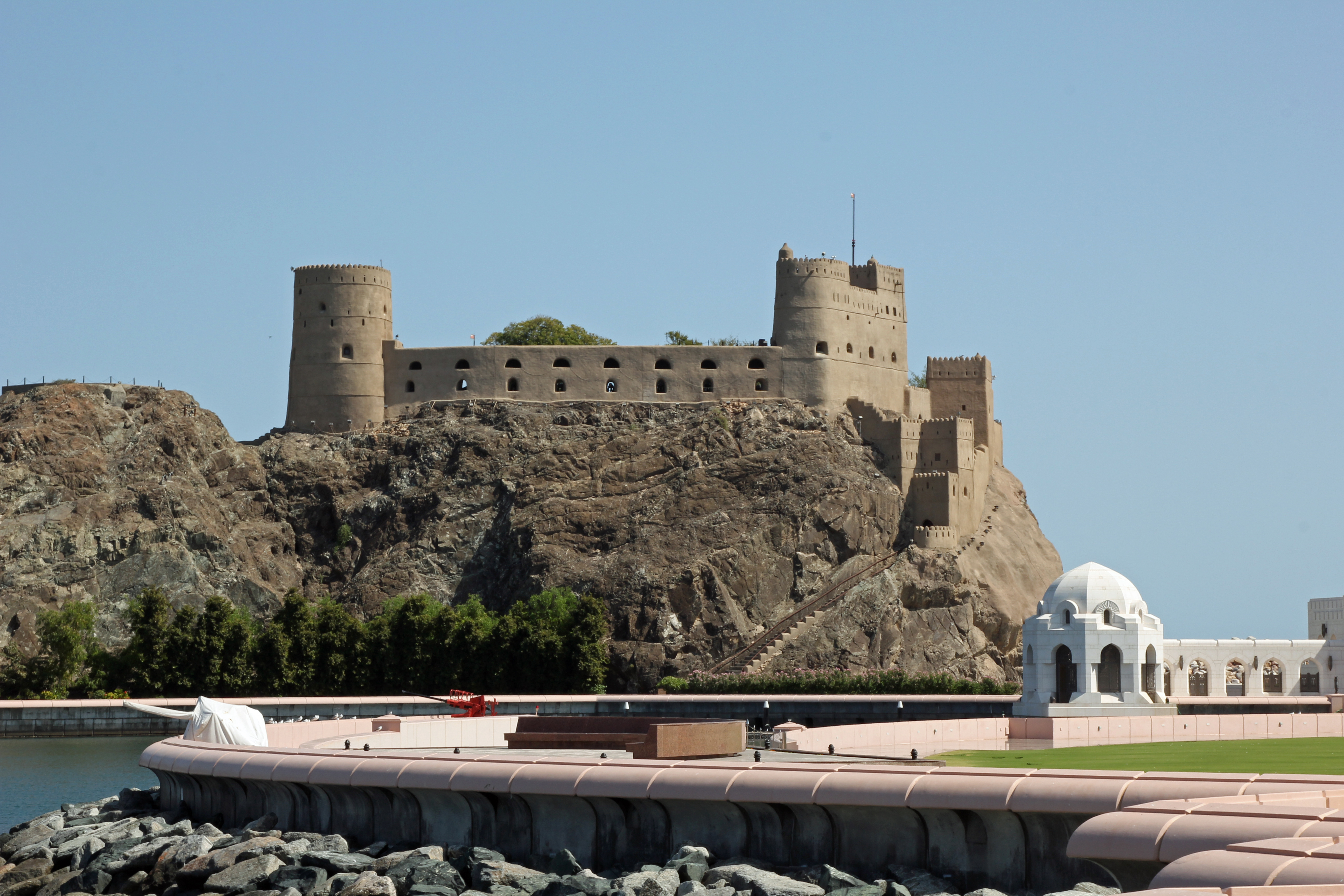
Forte Al-Jalali em Mascate

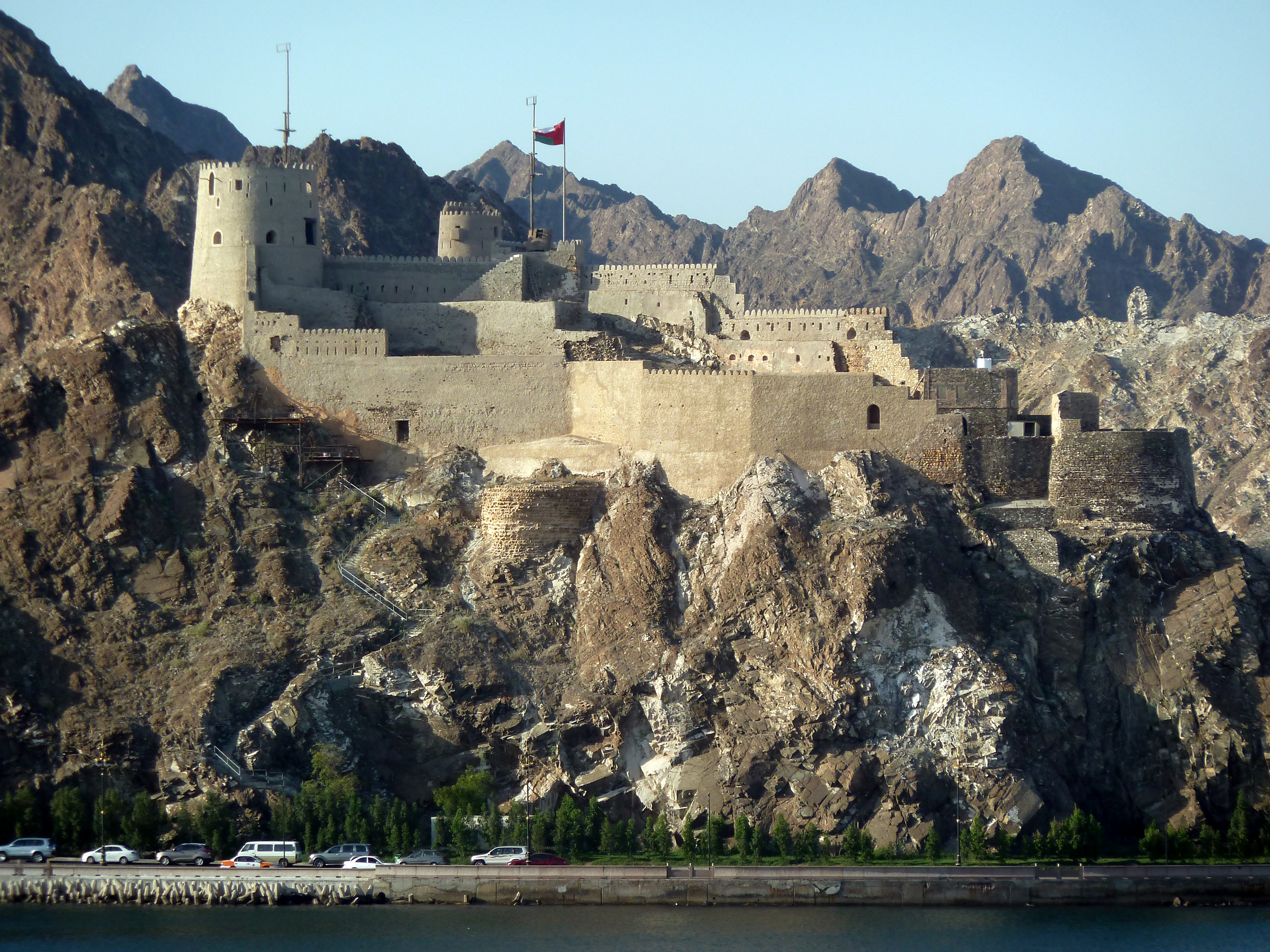
Forte Al-Mirani em Mascate

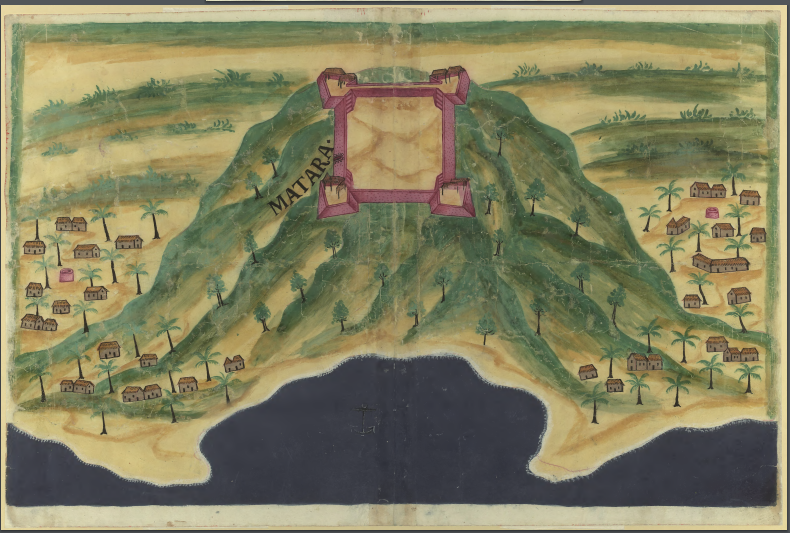
Forte de Matara representado por António Bocarro

No início do século 16, Omã era uma província do Reino de Ormuz, governada por seus governadores.
Em 1507, o capitão-mor português dos mares da Arábia Afonso de Albuquerque conquistou as cidades costeiras de Omã com uma esquadra de seis navios e cerca de 500 homens, impondo o pagamento de um tributo em troca de governo autónomo. Em 1515, como Governador da Índia Albuquerque capturou a própria cidade de Hormuz, junto à entrada do Golfo Pérsico, e erigiu nela o Forte de Nossa Senhora da Conceição. Ormuz e as suas províncias foram assim reduzidas a um protetorado português e, desde então, comerciantes e guarnições militares portuguesas foram estabelecidas em Omã, principalmente Mascate, devido ao seu porto abrigado de águas profundas.
Em 1523, Sohar rebelou-se, mas foi pacificada por Dom Luís de Menezes, enquanto Mascate e Qalhat rebelaram-se em 1526, mas foram igualmente pacificadas.
Mascate foi invadida por frotas otomanas em 1546, 1551 e novamente em 1581. Os portugueses fortificaram a cidade em seu rescaldo, concluindo os fortes "Almirante" (Al-Mirani) e "São João" (Jalali) em 1588. Um forte foi erguido em Corfação em 1621.
Em 1622, Ormuz foi capturado por Safavid Persia com a ajuda da Companhia Inglesa das Índias Orientais. O Reino de Ormuz foi dissolvido e os portugueses deslocaram as suas forças para Omã, que ficou sob o domínio direto de um capitão-general português, sediado em Mascate. A partir de Omã, os portugueses não só desenvolveram o comércio na região, mas também realizaram ataques na costa persa e a navegação inglesa ou holandesa no Golfo.
Julfar foi capturado pelos Yarubids em 1633. Sohar seguido em 1643. Mascate foi sitiada pelos Yarubids em 1648, e tratado de paz negociado com os portugueses, mas a cidade foi novamente atacada dois anos depois e caiu. Em 1656, os portugueses evacuaram Khasab, pondo fim ao domínio português na região.

## Fortalezas portuguesas em Omã
Ao longo da costa de Omã, os portugueses ergueram fortes e instalaram guarnições para defender o território das incursões de piratas, persas e tribos árabes locais do interior.
- Fortaleza de Mascate – Mascate – quartel-general do capitão-general português do mar de Ormuz responsável por todas as operações portuguesas em Omã, Golfo Pérsico e Mar Vermelho.
- Forte de Borca – Borca (Omã)
- Calaiate – Qalhat
- Cassapo – Khasab
- Forte de Curiate – Qurayyat
- Forte de Doba – Doba
- Dubo – Dubo
- Julfar – Julfar
- Forte de Libédia – Al Badiyah
- Forte de Mada – Madha
- Forte de Matara – Muttrah
- Mocombira – Mocombi
- Forte de Corfação – Khor Fakkan
- Forte de Sibo – Seebe
- Forte de Soar – Sohar
- Forte de Quelba – Kalba

## Galeria

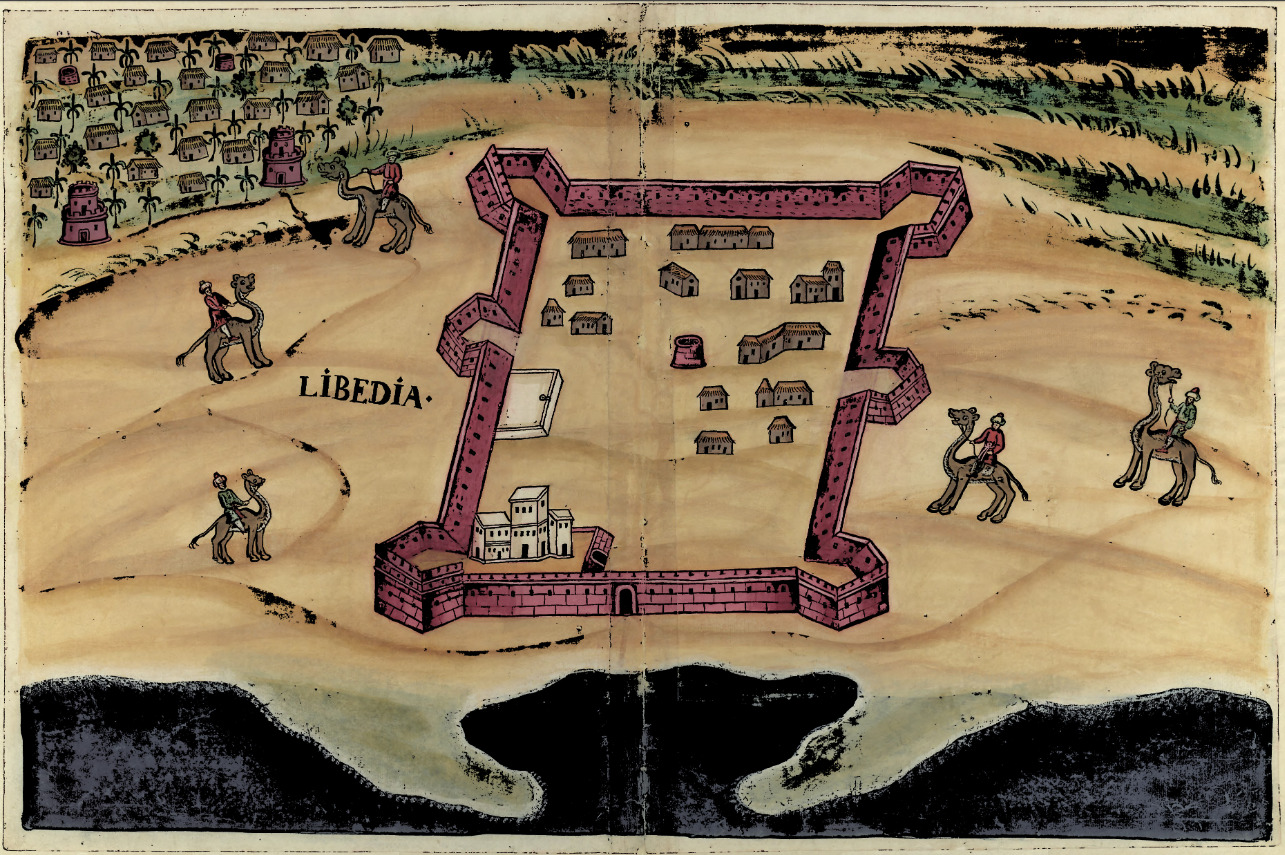
Libedia
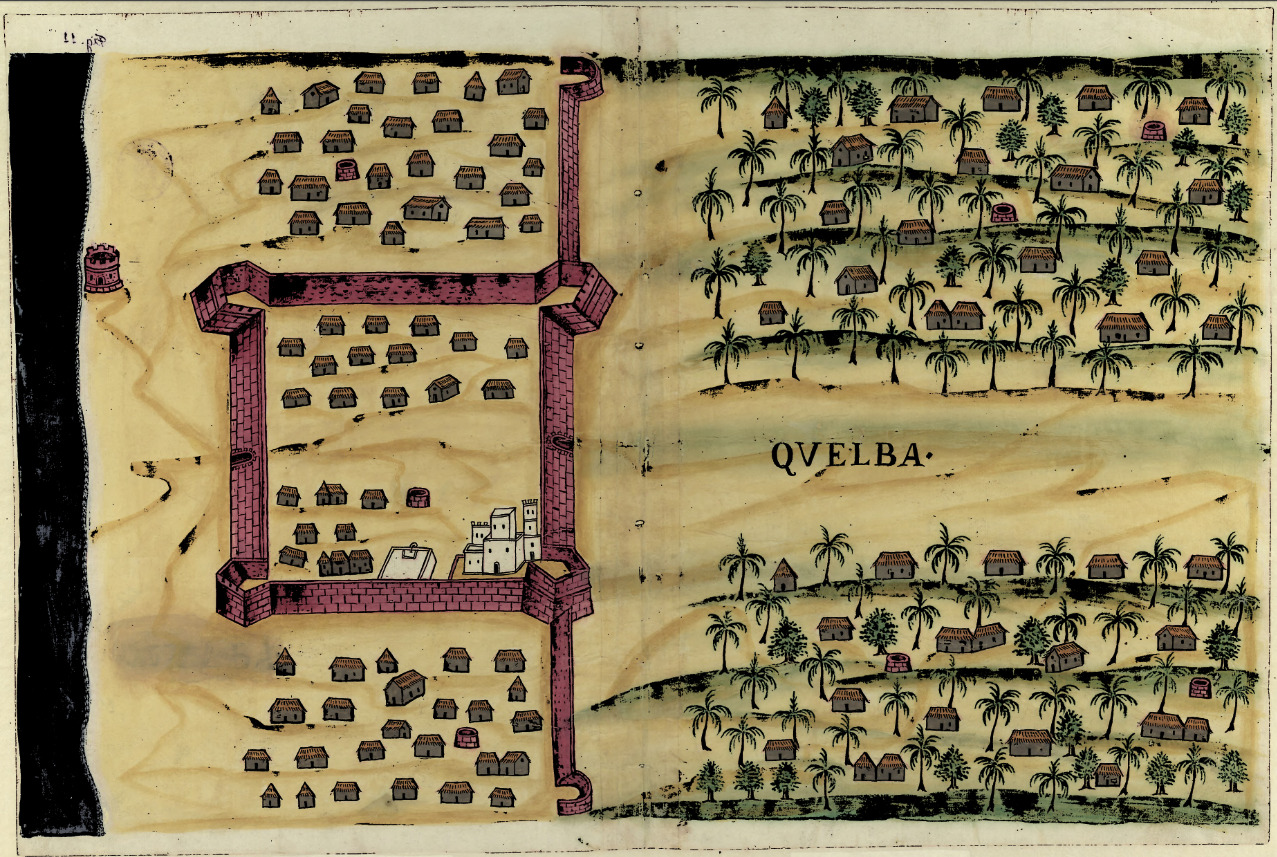
Quelba
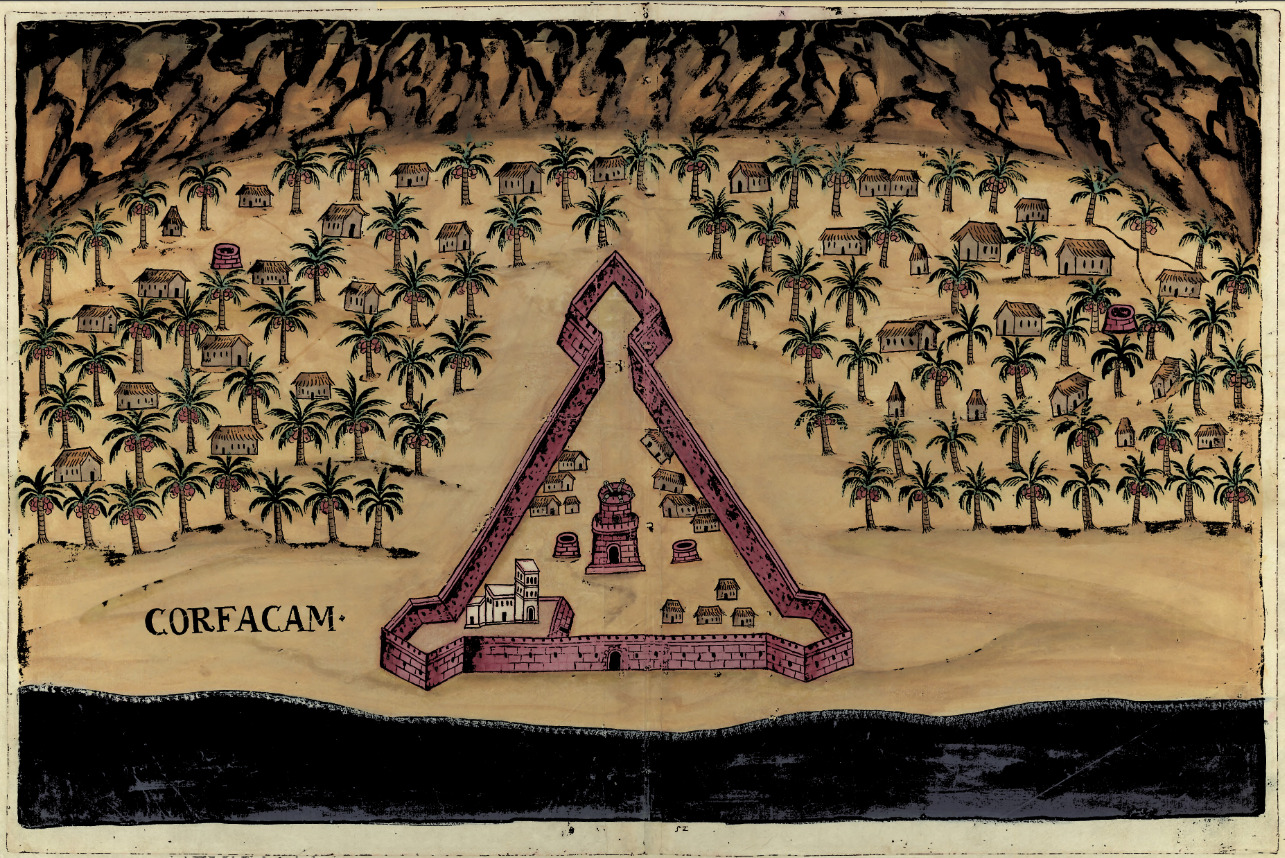
Corfação
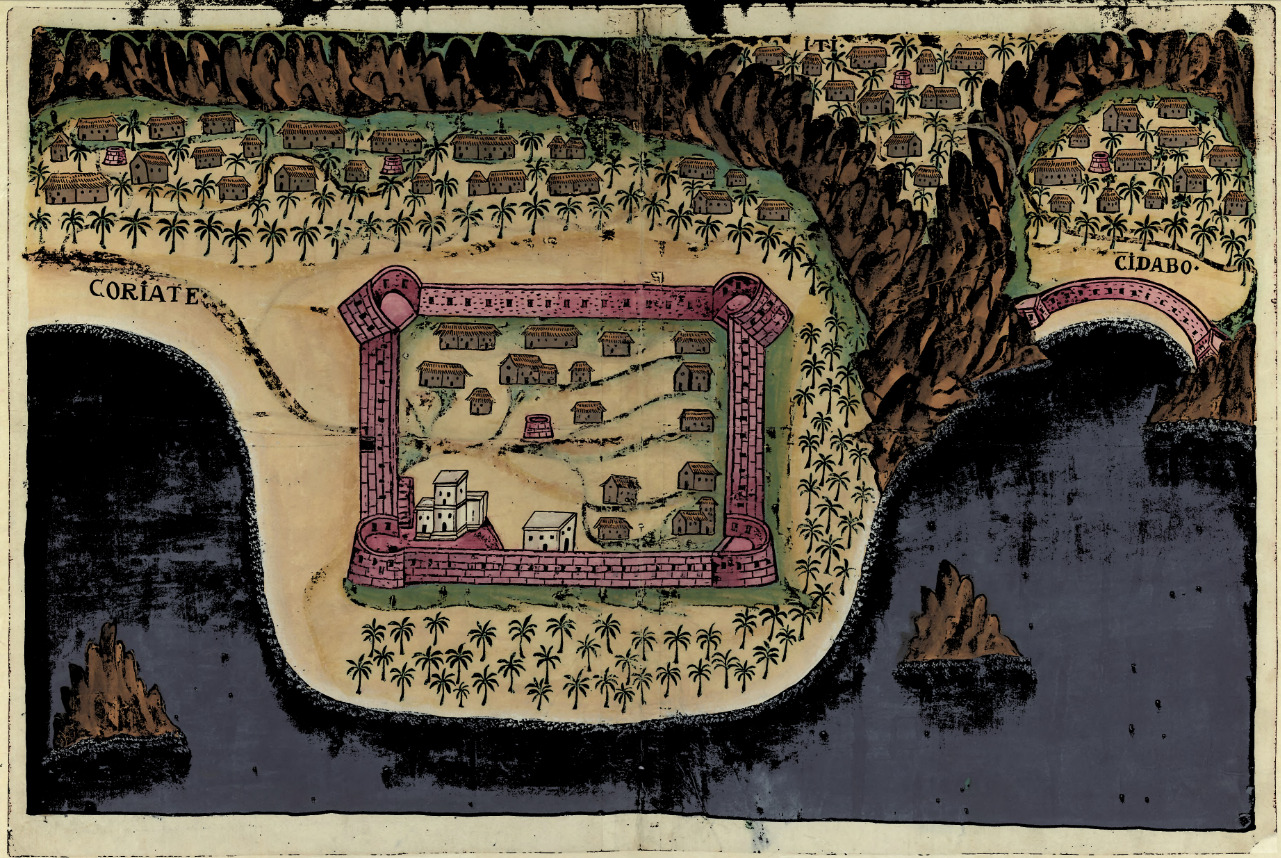
Curiate
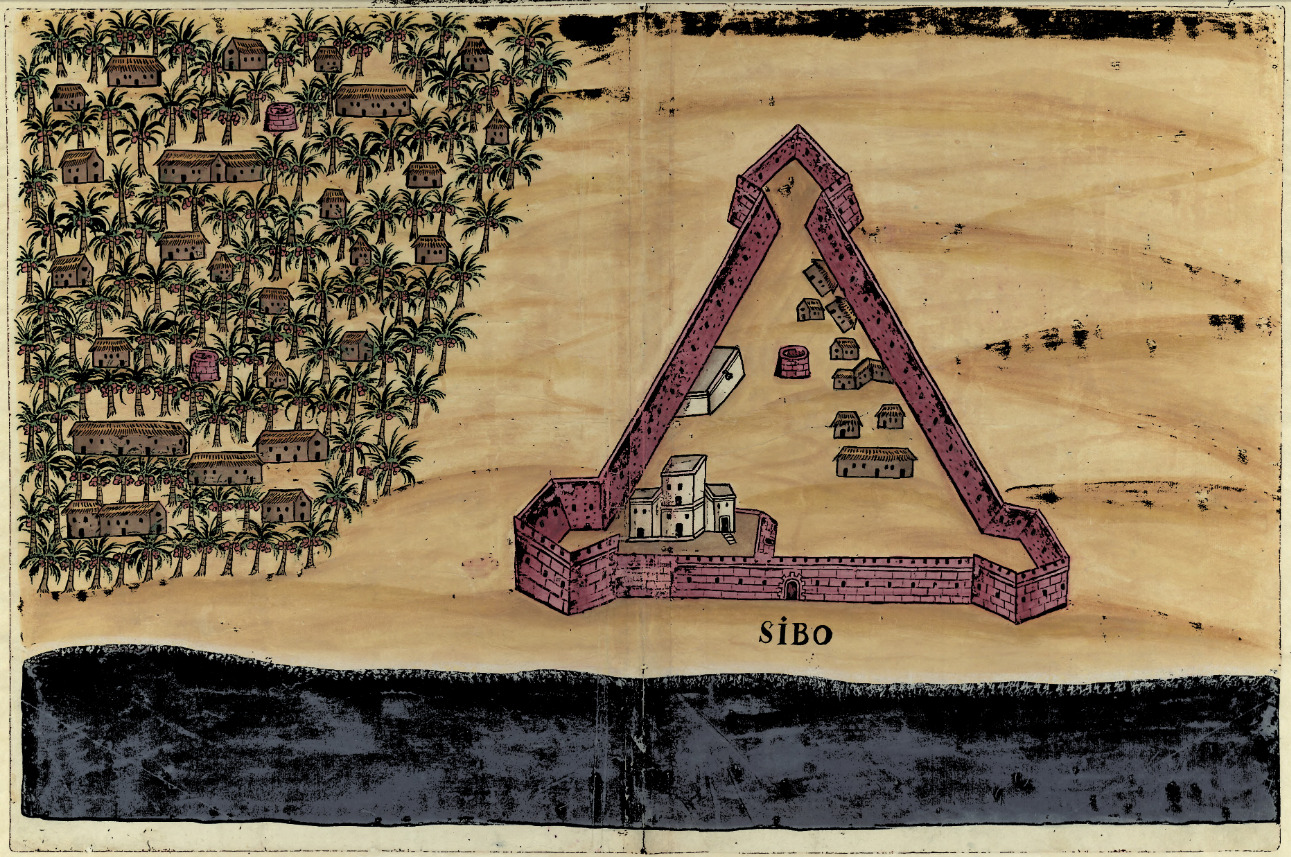
Sibo
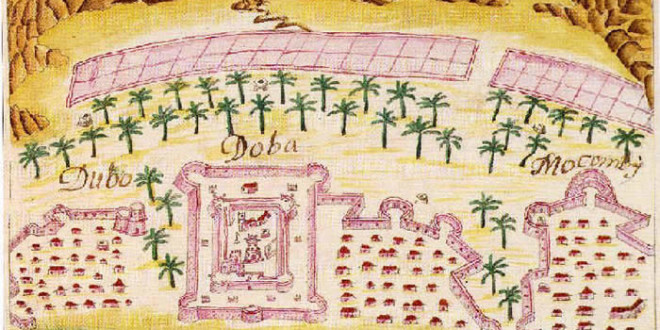
Dibba
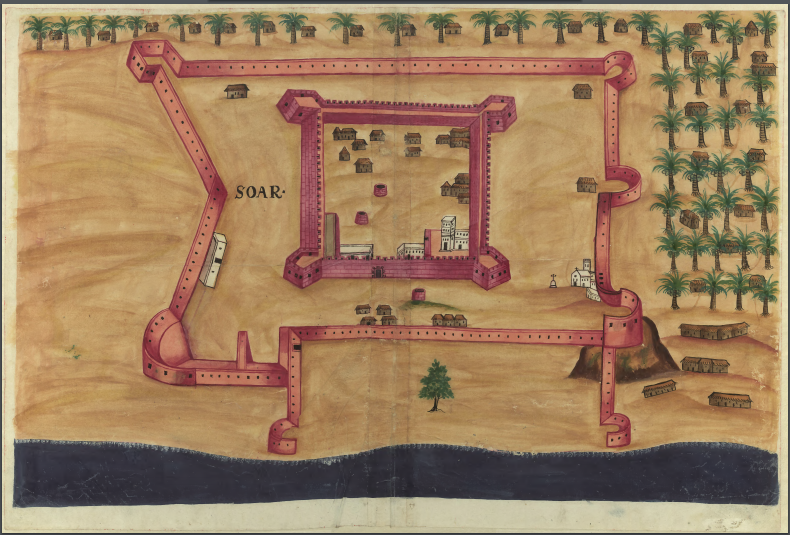
Soar